# 로몬
로몬(본명: 박솔로몬, 1999년 11월 11일 ~ )은 우즈베키스탄 출신 대한민국의 배우이자 모델이다. 1999년 우즈베키스탄에서 한국인 아버지와 우즈베키스탄인 어머니 사이에서 태어났다.
그는 한국 우즈베키스탄 혼혈로 우즈베키스탄, 러시아에서 살다가 12살때 한국으로 왔다.
박솔로몬이라는 이름으로도 활동하다가 2020년에 박솔로몬에서 로몬으로 변경했다.

## 학력
- 서울보광초등학교 (졸업)
- 오산중학교 (졸업)
- 압구정고등학교 (졸업)

## 출연작

### 영화
| 연도 | 제목                              | 역할   | 비고   |
| ---- | --------------------------------- | ------ | ------ |
| 2016 | 무서운 이야기 3: 화성에서 온 소녀 | PZ3000 | 데뷔작 |

### 드라마
| 연도 | 방송사     | 제목               | 역할        | 비고        |
| ---- | ---------- | ------------------ | ----------- | ----------- |
| 2014 | TV조선     | 백년의 신부        | 어린 최강주 | 이홍기 아역 |
| 2014 | MBC        | 전설의 마녀        | 어린 마도현 | 고주원 아역 |
| 2016 | SBS        | 닥터스             | 어린 홍지홍 | 김래원 아역 |
| 2016 | MBC        | 쇼핑왕 루이        |             |             |
| 2017 | MBC        | 파수꾼             | 윤시완      |             |
| 2017 | oksusu     | 복수노트           | 신지훈      |             |
| 2019 | QQ         | 외모지상주의       | 탁문수      |             |
| 2022 | 넷플릭스   | 지금 우리 학교는   | 이수혁      |             |
| 2022 | 디즈니 +   | 3인칭 복수         | 지수헌      |             |
| 2024 | U+모바일tv | 브랜딩 인 성수동   | 소은호      | 웹드라마    |
| 2024 | 쿠팡플레이 | 가족계획           | 백지훈      |             |
| 미정 | 넷플릭스   | 지금 우리 학교는 2 | 이수혁      |             |

## 수상 및 후보
| 연도 | 시상식       | 부문   | 작품   | 결과 |
| ---- | ------------ | ------ | ------ | ---- |
| 2017 | MBC 연기대상 | 아역상 | 파수꾼 | 후보 |